# Divciovoto, Loveci
Divciovoto (în bulgară Дивчовото) este un sat în comuna Teteven, regiunea Loveci,  Bulgaria. 

## Demografie
Componența etnică a satului Divciovoto
     Bulgari (99,42%)
     Nicio identificare (0,57%)
     Altele (0%)
La recensământul din 2011, populația satului Divciovoto era de 174 locuitori. Din punct de vedere etnic, majoritatea locuitorilor (99,42%) erau bulgari. Pentru 0,57% din locuitori nu este cunoscută apartenența etnică.